# John Humphrys

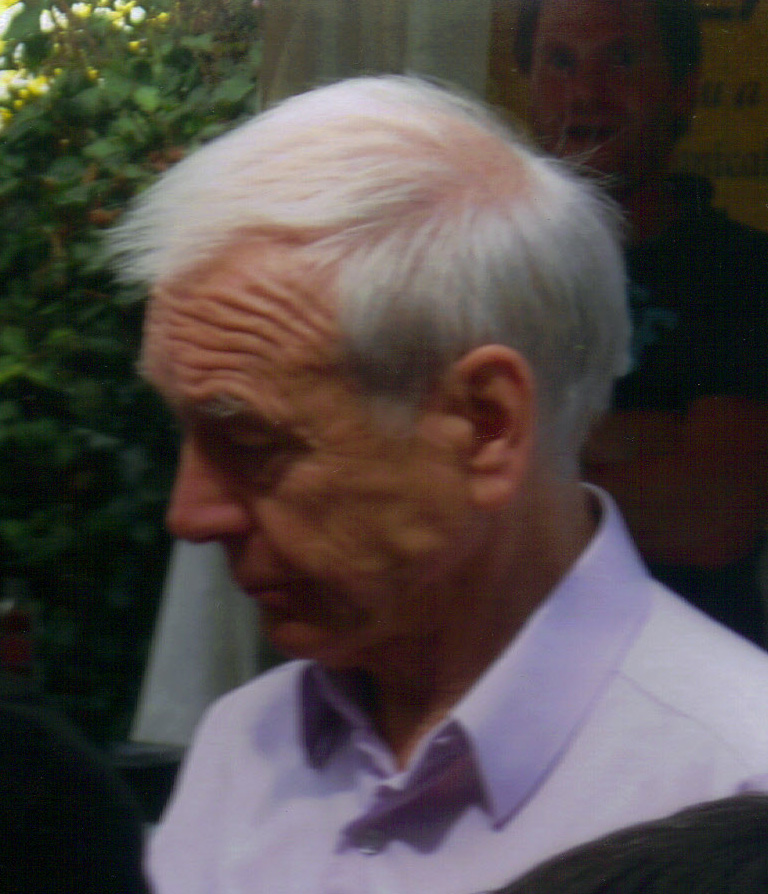
John Humphrys, 2012

John Humphrys (* 17. August 1943 in Splott, Cardiff) ist ein britischer Journalist, Autor und Fernsehmoderator.

## Leben
Humphrys besuchte die Cardiff High School. Als Autor schrieb Humphrys mehrere Bücher. Als Fernsehmoderator war er in verschiedenen Fernsehsendungen, unter anderem Today, BBC Nine O'Clock News und Mastermind für den britischen Fernsehsender BBC tätig. Humphrys war in erster Ehe mit Edna Wilding und in zweiter Ehe mit Valerie Sanderson verheiratet und hat drei Kinder.
Von 2003 bis 2021 moderierte Humphrys die BBC Two Quizshow Mastermind (Quiz).

## Werke (Auswahl)
- Devil's Advocate. Arrow Books Ltd., London 2000, ISBN 0-09-927965-7.
- The Great Food Gamble. Coronet Books, London 2002, ISBN 0-340-77046-5.
- Lost For Words: The Mangling and Manipulating of the English Language. Hodder & Stoughton Ltd., London 2004, ISBN 0-340-83658-X.
- Beyond Words: How Language Reveals the Way We Live Now. Hodder & Stoughton Ltd., London 2006, ISBN 0-340-92375-X.
- In God We Doubt: Confessions of a Failed Atheist. Hodder & Stoughton Ltd., London 2007, ISBN 0-340-95126-5.
- Blue Skies & Black Olives. Hodder & Stoughton Ltd., London 2009, ISBN 978-0-340-97882-5.